# Le Pouvoir de la destruction créatrice
Le Pouvoir de la destruction créatrice est un livre d'économie écrit par Philippe Aghion, Céline Antonin et Simon Bunel.

## Présentation générale
Le Pouvoir de la destruction créatrice est un essai économique qui synthétise les recherches menées, notamment, par Philippe Aghion au sujet de la destruction créatrice. Les auteurs mettent au point un modèle de croissance schumpétérien qui se fonde sur la théorie de Joseph Schumpeter.
Le livre a été traduit en anglais en 2021 par la Harvard University Press.

## Contenu

### Nouveau paradigme de croissance
Le livre vise à établir un modèle de croissance schumpétérien. Les auteurs définissent la destruction créatrice comme un processus de destruction des anciennes innovations et entreprises au profit des nouvelles. Ce processus, continue, nettoie le marché des entreprises sous-performantes de manière mécanique. Elle rend compte de ce que de nouvelles viennent constamment concurrencer les entreprises en place, et de nouveaux emplois/activités sont créés.
Les auteurs reprennent les grandes idées sur lesquelles repose la destruction créatrice. La première est que la croissance est avant tout une croissance d'innovation permise par la diffusion du savoir, où l'innovation est cumulative. La deuxième est l'importance des droits de propriété et les incitations, indispensables à l'innovation. Tout ce qui décourage l'investissement met en péril les rentes. Enfin, la destruction créatrice se fonde sur un conflit permanent entre l'ancien et le nouveau ; les entreprises rentières veulent freiner l'entrée sur le marché des nouvelles.

### Décollage de la croissance et vagues technologiques
Aghion, Antonin et Bunel réutilisent les estimations d'Angus Maddison, qui a estimé les taux de croissance dans le monde depuis l'an 1. Il montre que le monde a longtemps été dominé par une trajectoire stagnante, avec des mouvements cycliques relativement de faible intensité. Il faut attendre le XVIIIe siècle et plus largement le XIXe siècle en Europe et en Amérique du Nord pour que la croissance entre dans une démarche ascendante. Les taux de croissance augmentent alors fortement, en même temps que la démographie des pays qui s'enrichissent diminue.
Les auteurs reviennent sur le concept de vague technologique et des révolutions industrielles successives. Ils montrent qu'il existe un décalage temporel entre le moment où une invention a lieu et le moment où l'innovation est appliquée et permet ainsi une accélération de la croissance. Ils abordent enfin la question des conséquences économiques de l'automatisation et de la robotisation des industries, et montrent qu'elle est généralement positive pour l'entreprise comme pour les consommateurs.

### Concurrence et innovation
Les auteurs analysent le lien entre concurrence et innovation. Ils montrent qu'une concurrence accrue se traduit par une stimulation de la croissance, notamment pour les entreprises proches de la frontière technologique. Le processus désavantage toutefois les entreprises qui en sont le plus éloignées. 
Ils explorent la question de la relation empirique entre la détérioration de la concurrence et la réduction de la productivité. Ils montrent que c'est au moment où la concurrence s'est réduite aux États-Unis, entre 1995 et 2005, que les gains de productivité ont été les plus élevés, invalidant la relation souvent soupçonnée. 

### Rôle de l’État
Les auteurs abordent tout au long de l'ouvrage la question de l'intervention étatique et des moyens d'action dont dispose la puissance publique pour inciter les entreprises à innover plus. Ils se réfèrent à des travaux menés dans les années 2010 sur les États-Unis. Ils montrent qu'une augmentation de la fiscalité sur les hauts revenus avait eu un effet négatif sur l'innovation, tandis qu'une réduction de la fiscalité l'avait stimulée. 

## Réception et récompenses
Le livre est bien reçu par la critique. Le Monde y consacre un article, ainsi que le Figaro. Mathieu Laine chronique le livre dans Les Échos, où il en livre une critique positive. Il remarque cependant que « d'aucuns, parmi les libéraux, regretteront qu'Aghion accorde un trop grand rôle à l’État ». Le Grand Continent reçoit positivement le livre, lui reconnaissant son caractère didactique. Il souligne toutefois le manque de définition du concept d'institution utilisé dans l'ouvrage. Le Financial Times qualifie le livre à sa sortie d'« important book » pour comprendre l'économie de l'innovation, et en fait un de ses livres de l'été. 
David Encaoua en écrit une critique positive dans la Revue d'économie politique, soulignant que « [l]es lecteurs y trouveront leur compte, car des questions essentielles auxquelles sont confrontées nos sociétés contemporaines, sont abordées en évitant toute technicité, tout en étant très rigoureux sur le plan de l’argumentation ». Le Fonds monétaire international publie une critique également positive du livre. Barry Eichengreen émet une critique positive du livre dans Foreign Affairs.
L'ouvrage reçoit plusieurs prix et récompenses. En 2020, il reçoit le prix Frontiers of knowledge de la fondation BBVA. En 2021, il reçoit le prix Turgot, délivré par le cercle Turgot. La même année, il reçoit le prix Essai du livre de l'Association française de science économique (AFSE). 